# Vigia (Piktogramm)
Als Vigia bezeichnet man ein zur Warnung in der Seekarte angebrachtes Zeichen auf einer (teilweise auch ungefähren) Position für eine nicht genau bekannte, beziehungsweise kartographisch bisher nicht erfasste Untiefe. Das kann beispielsweise ein Unterwasserfelsen, ein nicht verzeichnetes Wrack oder ein anderes nautisches Hindernis sein. Der Begriff leitet sich vom spanischen Wort vigía, vom portugiesischen Wort vigia, beziehungsweise vom lateinischen Wort vigilare für „wachsam sein“ ab.